# دم‌خاری توسی
دم‌خاری توسی یا قلعه‌ساز توسی (نام علمی: Synallaxis brachyura)، پرنده‌ای گنجشک‌سان از زیرتیرهٔ Furnariinae از تیرهٔ تنورمرغان (Furnariidae) است. از جنوب هندوراس تا پرو یافت می‌شود.